# Commune de Sonda
La commune de Sonda est une Ville et une Commune rurale dans le comté de Viru-Est au nord de l'Estonie. Elle a 866 habitants(01.01.2012) et s'étend sur 148,08 km2.

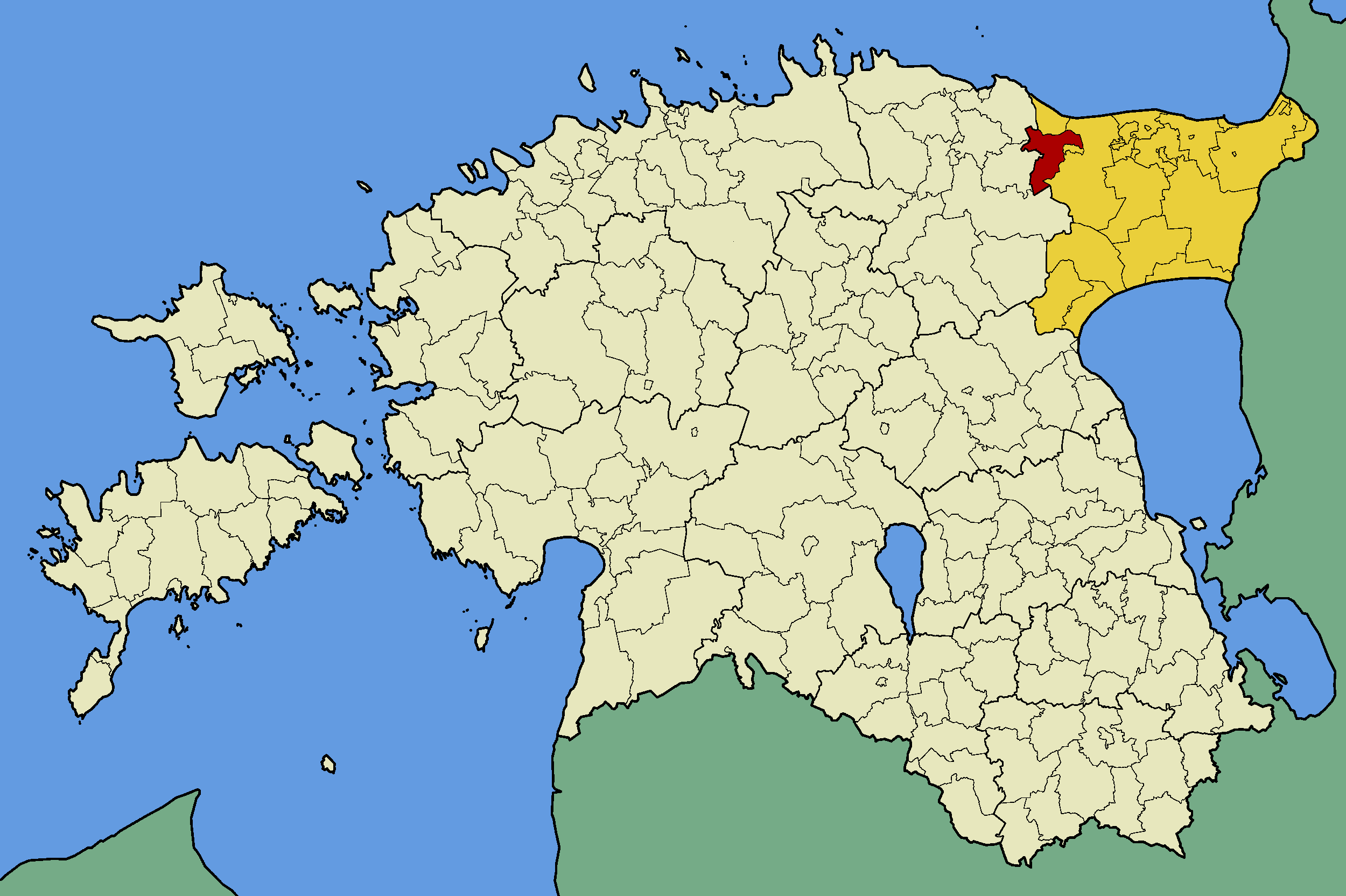
Commune de Sonda (rouge)
dans le Virumaa oriental (jaune).

## Composition
La commune de Sonda comprend les villages suivants:

### Bourg
Erra - Sonda

### Villages
Erra-Liiva - Ilmaste - Koljala - Nüri -  Satsu - Uljaste - Vainu - Vana-Sonda - Varinurme